# Ctenocella grandis
Ctenocella grandis är en korallart som först beskrevs av Addison Emery Verrill 1901.  Ctenocella grandis ingår i släktet Ctenocella och familjen Ellisellidae. Inga underarter finns listade i Catalogue of Life.